# Мейгілл (Нью-Мексико)
Мейгілл (англ. Mayhill) — переписна місцевість (CDP) в США, в окрузі Отеро штату Нью-Мексико. Населення — 96 осіб (2020).

## Географія
Мейгілл розташований за координатами 32°53′25″ пн. ш. 105°30′16″ зх. д. / 32.89028° пн. ш. 105.50444° зх. д. (32.890217, -105.504519).  За даними Бюро перепису населення США в 2010 році переписна місцевість мала площу 24,63 км², з яких 24,60 км² — суходіл та 0,04 км² — водойми.

## Демографія
Згідно з переписом 2010 року, у переписній місцевості мешкало 75 осіб у 34 домогосподарствах у складі 25 родин. Густота населення становила 3 особи/км².  Було 83 помешкання (3/км²).
Расовий склад населення:
| - 96,0 % — білих - 1,3 % — вихідців з тихоокеанських островів - 1,3 % — осіб інших рас |

До двох чи більше рас належало 1,3 %. Частка іспаномовних становила 4,0 % від усіх жителів.
За віковим діапазоном населення розподілялося таким чином: 13,3 % — особи молодші 18 років, 53,4 % — особи у віці 18—64 років, 33,3 % — особи у віці 65 років та старші. Медіана віку мешканця становила 55,8 року. На 100 осіб жіночої статі у переписній місцевості припадало 102,7 чоловіків;  на 100 жінок у віці від 18 років та старших — 116,7 чоловіків також старших 18 років.
За межею бідності перебувало 0,9 % осіб, у тому числі 0,0 % дітей у віці до 18 років та 2,4 % осіб у віці 65 років та старших.
Цивільне працевлаштоване населення становило 35 осіб. Основні галузі зайнятості: виробництво — 80,0 %, освіта, охорона здоров'я та соціальна допомога — 14,3 %, сільське господарство, лісництво, риболовля — 5,7 %.